# Volker Beck (atleta)
Volker Beck (Potsdam, Brandeburgo, Alemania, 30 de junio de 1956) es un atleta retirado, especializado en la prueba de 4x400 m en la que, compitiendo con la República Democrática Alemana, llegó a ser subcampeón olímpico en 1980.

## Carrera deportiva
En los JJ. OO. de Moscú 1980 ganó la medalla de plata en los relevos 4x400 metros, con un tiempo de 3:01.26 segundos, llegando a la meta tras la Unión Soviética y por delante de Italia, siendo sus compañeros de equipo: Andreas Knebel, Frank Schaffer y Klaus Thiele.
En 1977, Volker Beck fue el primer Alemán en correr 400 metros en 49 segundos, y el único hasta 2014.
Sus mejores marcas personales fueron: 400 m – 45.50 (1977); 400 m – 48.58 (1979).